# Битва при Адисе
Битва при Адисе (255 до н. э.) — сражение между римскими и карфагенскими войсками в ходе первой Пунической войны.
Римляне под командованием Марка Атилия Регула высадились в Африке и осадили город Адис. Карфагеняне пришли ему на помощь, и здесь состоялось первое сухопутное сражение африканской кампании. Из-за особенностей местности карфагеняне не смогли использовать слонов и конницу, и в результате Регул одержал полную победу. В итоге римляне установили контроль над семьюдесятью городами, включая Тунет, и возникла непосредственная угроза для столицы карфагенской державы.

## Предыстория
Первая Пуническая война между Карфагеном и Римской республикой началась в 264 г. до н. э.. Карфаген был ведущей морской державой в Западном Средиземноморье; его военно-морской флот доминирует как в военном, так и в коммерческом отношении. Рим недавно объединил материковую Италию к югу от Арно. Непосредственной причиной войны было желание контролировать сицилийский город Мессана, в более широком смысле обе стороны хотели контролировать самый могущественный город-государство на острове — Сиракузы. К 260 г. до н. э. война переросла в борьбу, в которой римляне, по крайней мере, хотели контролировать всю Сицилию.
Карфагеняне проводили свою традиционную политику ожидания, пока их противники утомятся, в надежде затем вернуть часть или все свои владения и заключить приемлемый мирный договор. Римляне были, по сути, наземной державой и получили контроль над большей частью Сицилии, используя свою армию. Война там зашла в тупик, поскольку карфагеняне сосредоточились на защите своих хорошо укрепленных городов; в основном они находились на побережье, поэтому их можно было снабжать и поддерживать с моря, и римляне не могли использовать свою армию. Центр войны сместился на море, где у римлян было мало опыта; в тех немногих случаях, когда они ранее чувствовали потребность в военно-морском присутствии, они полагались на небольшие эскадры, предоставленные их союзниками. В 260 г. до н. э. римляне намеревались построить флот, используя потерпевшую кораблекрушение карфагенскую квинквирему в качестве чертежа для своих кораблей.
Морские победы при Милах и Сульци, а также разочарование в связи с тупиком на Сицилии заставили римлян сосредоточиться на стратегии морского базирования и разработать план вторжения в центр карфагенских владений в Северной Африке и создания угрозы столице. Обе стороны были полны решимости установить военно-морское превосходство и вложили большие суммы денег и людских ресурсов в увеличение и поддержание размера своих военно-морских сил.
Римский флот из 330 военных кораблей и неизвестное количество транспортных кораблей отплыл из римского порта Остии в начале 256 г. до н. э., под командованием консулов этого года Марка Атилия Регула и Луция Манлия Вульсона Лонга. Они погрузили около 26 тыс. легионеров из римских войск на Сицилии. Карфагеняне знали о намерениях римлян и собрали все 350 доступных военных кораблей под командованием Ганнона и Гамилькара у южного побережья Сицилии, чтобы перехватить их. В общей сложности около 680 военных кораблей с экипажем до 290 тыс. человек и десантом встретились в битве при мысе Экном. Карфагеняне взяли на себя инициативу, надеясь на свои превосходные навыки управления кораблями. После продолжительного и беспорядочного дня боев карфагеняне потерпели поражение, потеряв 30 потопленных и 64 захваченных кораблей против потопленных у римлян 24 кораблей.

## Прелюдия

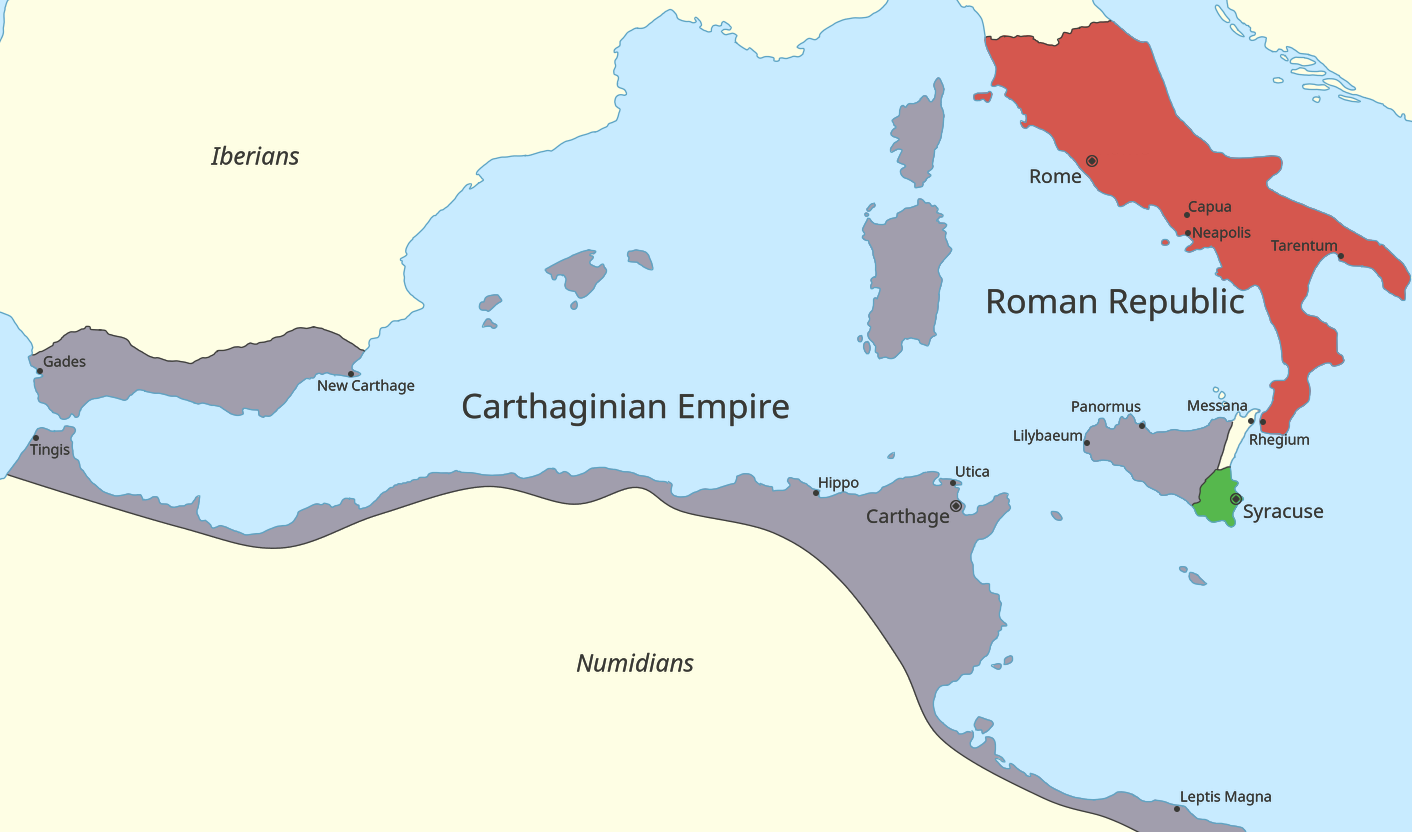
Карфаген и Рим перед началом войны.

В результате битвы римская армия под командованием Регула летом 256 г. до н. э. высадилась в Африке близ Асписа на полуострове Бон и начала разорять карфагенскую местность. Они захватили 20 тыс. рабов и «огромные стада крупного рогатого скота», а после непродолжительной осады захватили город. Они также разжигали восстания на многих территориях, подчинённых Карфагену. Римский сенат приказал большинству римских кораблей и значительной части армии вернуться на Сицилию, вероятно, из-за материально-технических трудностей, связанных со снабжением едой этих более чем 100 тыс. человек зимой. Регулу осталось зимовать в Африке с 40 кораблями, 15 тыс. пехотинцев и 500 кавалеристов, ему было поручено ослабить карфагенскую армию в ожидании прибытия весеннего подкрепления. Ожидалось, что он добьется этого набегами и поощрением мятежных подвластных территорий Карфагена, но консулы обладали широкой свободой действий.
Регул решил взять свои относительно небольшие силы и нанести удар вглубь суши. Он двинулся на город Адыс (современная Утина), всего в 60 километрах (40 миль) к юго-востоку от Карфагена, и осадил его. Тем временем карфагеняне отозвали Гамилькара из Сицилии с 5 тыс. пехотинцев и 500 всадников, ему и его генералам Гасдрубалу и Бостару было дано совместное командование армией, которая была сильна кавалерией и слонами и была примерно такого же размера, как римские силы.

## Силы сторон
Большинство римских граждан мужского пола имели право на военную службу и служили в пехоте, а более богатое меньшинство составляло кавалерию. Традиционно каждый год римляне собирали два легиона, каждый из 4,2 тыс. пехотинцев и 300 всадников. Небольшое количество пехоты служило в качестве стрелков, вооруженных дротиками. Остальные были экипированы как тяжелая пехота, с доспехами, большим щитом и короткими колющими мечами. Они были разделены на три шеренги, из которых передняя шеренга также несла два дротика, а вторая и третья шеренги вместо этого имели колющее копье. И подразделения легионеров, и отдельные легионеры сражались в относительно открытом строю или на относительно большом расстоянии друг от друга по сравнению с более плотными построениями сомкнутого порядка, распространенными в то время. Армия обычно формировалась путем объединения римского легиона с легионом такого же размера и оснащения, предоставленным их латинскими союзниками. Неясно, как было сформировано участвовавшее в сражении римской войско, но современный историк Джон Лэзенби предполагает, что оно могло состоять из двух римских и двух союзных не полностью укомплектованных легионов. Регул не привлекал никаких войск из восставших против Карфагена африканских городов, чем отличался от других полководцев, в том числе и римских, которые в будущем сражались с Карфагеном на его территории. Причины этого неизвестны, неспособность полководца восполнить недостаток в кавалерии вызывает у современных историков недоумение.
Карфагенские граждане мужского пола, которые в основном были жителями города Карфагена, служили в их армии только в случае прямой угрозы городу. Когда они это сделали, они сражались как хорошо защищённая тяжелая пехота, вооруженная длинными колющими копьями, хотя они, как известно, были плохо обучены и плохо дисциплинированы. В большинстве случаев Карфаген пользовался услугами иностранных наёмников. Большую часть таковых поставляла Северная Африка: пехоту ближнего боя, состоящую из ливийцев и финикийцев из других городов, оснащенную большими щитами, шлемами, короткими мечами и длинными колющими копьями; легких пехотных стрелков с дротиками; ударную кавалерию ближнего боя с копьями; и легкие кавалерийские стрелки, которые метали копья на расстоянии и избегали ближнего боя. Иберия и Галлия предоставили небольшое количество опытной пехоты: небронированные войска, которые свирепо атаковали, но имели репутацию выдыхающихся, если бой был затяжным. Большая часть карфагенской пехоты сражалась в плотном построении, известном как фаланга. Пращников часто набирали с Балеарских островов, хотя неясно, присутствовали ли они на Адисе. Карфагеняне также использовали боевых слонов; в то время в Северной Африке обитали лесные слоны. Точный состав армии в Адисе неизвестен, но через несколько месяцев в битве при Тунете карфагеняне выставили 100 слонов, 4 тыс. кавалеристов и 12 тыс. пехотинцев; из которых 5 тыс. были ветеранами с Сицилии.

## Сражение
Решив предотвратить дальнейшее разорение сельской местности римлянами, карфагеняне двинулись к Адису, где разбили укрепленный лагерь на скалистом холме недалеко от города и не хотели слишком поспешно вступать в бой на местной открытой местности. Полибий критически оценивал это решение, поскольку главными преимуществами карфагенян перед римлянами были кавалерия и слоны, которых нельзя было выгодно использовать из-за укреплений, на крутом склоне или на пересеченной местности. Современные историки отмечают, что карфагенские полководцы должны были хорошо знать о силе римских легионов в открытом бою, и что закрепление на сильной позиции вместе с разведкой сил врага и подготовкой плана сражения не было явной ошибкой. Это было особенно актуально, поскольку их армия была недавно сформирована и ещё не полностью обучена или не привыкла действовать вместе; хотя современный историк Джордж Типпс описывает это развертывание как «полное неправильное использование» карфагенской кавалерии и слонов.

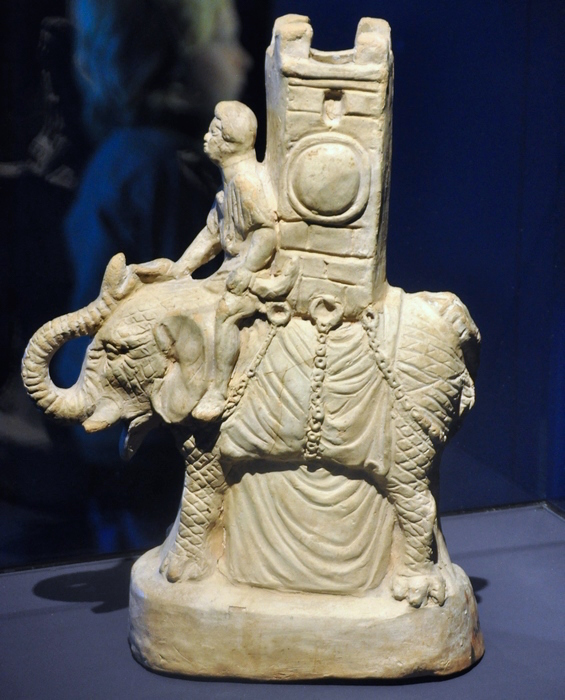
Римская статуэтка боевого слона из Помпеев.

Поскольку карфагенская армия наблюдала за римлянами с укрепленного холма, Регул немедленно принял дерзкое решение разделить свою армию на две части и заставить каждую из них совершить ночной марш для внезапной атаки на вражеский лагерь на рассвете. Римляне планировали атаковать позицию карфагенян на возвышенности, но тем было бы трудно ответить на атаку с двух направлений. Типпс описывает план как демонстрацию «безрассудства» Регула. Оба римских отряда вовремя заняли указанные позиции и успешно начали атаку, хотя, по-видимому, не одновременно. Полной внезапности достичь было невозможно, поскольку по крайней мере большая часть карфагенян смогла выстроиться и противостоять одному из напавших отрядов, который был отброшен вниз с холма (предполагается, что он был на линии укреплений, хотя это не точно). Ситуация была запутанной, остальные карфагеняне не предпринимали никаких эффективных действий и не могли координировать свои действия со своими победившими коллегами. По словам военного историка Найджела Багналла, кавалерия и слоны были немедленно эвакуированы с поля боя, так как было признано, что они не смогут сыграть какую-либо полезную роль ни в защите укреплений, ни в целом на пересеченной местности холма.
Преследовавшие римлян карфагеняне прогнали их с холма, и второй римский отряд или его часть вместо атаки на лагерь бросилась вниз по склону в тыл теперь чрезмерно растянутых карфагенских сил. Возможно, эта группа карфагенян также столкнулась с лобовой контратакой римских резервов после того, как покинула холм. В любом случае, после ещё нескольких боев они бежали с поля боя. При этом карфагеняне в лагере, укрепления которого не были прорваны, запаниковали и отступили. Римляне преследовали их на некотором расстоянии, хотя Полибий не приводит данных о потерях карфагенян. Современные историки предполагают, что карфагеняне понесли мало или вообще не понесли потерь среди своей кавалерии и слонов. Прекратив преследование, победившие римляне разграбили лагерь.

## Итоги

Боевые действия в Африке
1: Высадка римлян и захват Асписа.
2: Битва при Адисе
3: Захват Тунита
4: Армия Ксантиппа выходит из Карфагена
5: Битва при Тунете
6: Отступление римлян и их эвакуация из Африки.

Римляне преследовали и захватили множество городов, в том числе Тунис в 16 км от Карфагена, откуда римляне совершили набег и опустошили окрестности вражеской столицы. Воспользовавшись случаем, многие африканские владения Карфагена подняли восстание. Сам город был заполнен спасающимися от Регула или повстанцев беженцами, а запасы продовольствия закончились и в отчаянии карфагеняне потребовали мира. Видевший полностью побежденный Карфаген, Регул потребовал суровых условий: передача Сицилии, Сардинии и Корсики; оплата военных расходов Рима; отдавать дань уважения Риму каждый год; запрет объявлять войну или заключать мир без разрешения римлян; ограничить свой флот одним военным кораблем, но предоставить 50 больших военных кораблей римлянам по их просьбе. Считая эти условия совершенно неприемлемыми, карфагеняне решили продолжать борьбу.
Они поручили обучение своей армии наёмному спартанскому полководцу Ксантиппу, который в 255 г. до н. э. возглавил армию из 12 тыс. пехотинцев, 4 тыс. кавалеристов и 100 слонов и нанес римлянам решительное поражение в битве при Тунисе. Приблизительно 2 тыс. римлян отступили к Аспису; 500 человек вместе с Регулом попали в плен; остальные были убиты. Ксантипп, опасаясь зависти превзойдённых им карфагенских полководцев, взял свою плату и вернулся в Грецию.
Римляне послали флот для эвакуации оставшихся в живых, чему карфагеняне попытались противостоять. В результате битвы у Гермесова мыса у берегов Африки карфагеняне потерпели тяжелое поражение, потеряв 114 захваченных кораблей. Римский флот, в свою очередь, был опустошен штормом при возвращении в Италию: из 464 потонули 384 кораблей, погибло 100 тыс. человек, (большая часть латинских союзников). Война продолжалась ещё 14 лет, в основном на Сицилии или в близлежащих водах, прежде чем закончилась победой римлян; условия, предложенные Карфагену, были более щедрыми, чем предложенные Регулом. Вопрос о том, какое государство должно было контролировать западное Средиземноморье, оставался открытым, и когда Карфаген осадил охраняемый римлянами город Сагунт в восточной Иберии в 218 г. до н. э., это разожгло Вторую Пуническую войну.

## Комментарии
1. ↑  Термин пунический происходит от латинского слова Punicus (или Poenicus), что означает «карфагенянин», и является отсылкой к финикийскому происхождению карфагенян'"`UNIQ--ref-00000005-QINU`"'
2. ↑  Источники, отличные от Полибия, обсуждаются Бернардом Минео в "Principal Literary Sources for the Punic Wars (apart from Polybius)".'"`UNIQ--ref-00000024-QINU`"'
3. ↑  Он был известен как Ганнон Великий, второй (из трех) карфагенян по имени Ганнон, удостоенный этого прозвища.'"`UNIQ--ref-00000049-QINU`"'
4. ↑  Современный историк Борис Ранков пишет, что в нем «возможно участвовало самое большое количество бойцов из всех морских сражений в истории»;'"`UNIQ--ref-0000004C-QINU`"' эту точку зрения также выдвинул Джон Лэзенби.'"`UNIQ--ref-0000004E-QINU`"'
5. ↑  При некоторых обстоятельствах это число могло вырасти до 5 тыс.'"`UNIQ--ref-00000073-QINU`"'
6. ↑  Испанцы в бою использовали тяжелое метательное копье и короткий меч, которые позже римляне переняли в качестве пилума и гладиуса.'"`UNIQ--ref-00000082-QINU`"'
7. ↑  Это предполагает, согласно Г. К. Типпсу, что все 114 захваченных карфагенских судов упплыли с римлянами.'"`UNIQ--ref-000000D3-QINU`"'